# Entrelaçamento quântico
O entrelaçamento quântico (português europeu) ou emaranhamento quântico (português brasileiro) é um fenômeno da mecânica quântica que permite que dois ou mais objetos estejam de alguma forma tão ligados que um objeto não possa ser corretamente descrito sem que a sua contra-parte seja mencionada - mesmo que os objetos possam estar espacialmente separados por milhões de anos-luz. Isso leva a correlações muito fortes entre as propriedades físicas observáveis das diversas partículas subatômicas. O entrelaçamento quântico foi chamado de "ação fantasmagórica à distância" por Albert Einstein, que acreditava ser um evento impossível, sob as leis da mecânica quântica ortodoxa.
Essas fortes correlações fazem com que as medidas realizadas numa delas pareçam estar a influenciar instantaneamente à outra com a qual ficou entrelaçada, e sugerem que alguma influência estaria a propagar-se instantaneamente, apesar da separação entre elas. Mas o entrelaçamento quântico não permite a transmissão a uma velocidade superior à da velocidade da luz, porque nenhuma informação útil pode ser transmitida desse modo. Só é possível a transmissão de informação usando um conjunto de estados entrelaçados em conjugação com um canal de informação clássico - aquilo a que se chama o teletransporte quântico. Isto dá a entender que tudo está conectado por "forças" que não vemos e que permanecem no tempo, ou estão fora do sistema que denominamos, entendemos ou concebemos como sistema temporal.
O entrelaçamento quântico é a base para tecnologias emergentes, tais como computação quântica, criptografia quântica e tem sido usado para experiências como o teletransporte quântico. Ao mesmo tempo, isto produz alguns dos aspectos teóricos e filosóficos mais perturbadores da teoria, já que as correlações previstas pela mecânica quântica são inconsistentes com o princípio intuitivo do realismo local, que diz que cada partícula deve ter um estado bem definido, sem que seja necessário fazer referência a outros sistemas distantes. Os diferentes enfoques sobre o que está a acontecer no processo do entrelaçamento quântico dão origem a diferentes interpretações da mecânica quântica.

## Teorema de Bell
De acordo com a mecânica quântica, o spin de um elétron não pode ser conhecido com antecedência e ainda ser perfeitamente correlacionado com o outro. Einstein, em particular, não gostava dessa ideia porque ela dava a entender que a informação poderia ser enviada a partir de um elétron para o outro instantaneamente – quebrando uma regra que diz que nada pode viajar mais rápido do que a velocidade da luz. Em vez disso, a suposição de Peter Mosley, da Universidade de Bath, é a de que havia variáveis ocultas codificadas em cada elétron que poderiam determinar o resultado se nós conseguíssemos acessá-las.
Na década de 1960, o cientista norte-irlandês John Bell veio com um método para testar a teoria de Einstein. A chamada desigualdade de Bell é satisfeita apenas se as ações em um local não puderem afetar outro lugar instantaneamente e os resultados das medições forem bem definidos de antemão – algo apelidado de “realismo local”. Bell mostrou, teoricamente, que o entrelaçamento quântico violaria sua teoria da desigualdade, mas teorias realistas contendo as variáveis ocultas, não. Isso ocorre porque a ligação entre partículas entrelaçadas é mais forte do que Einstein queria acreditar. Então, se a correlação medida entre pares de partículas de um experimento fosse acima de um determinado limiar, seria inconsistente com variáveis ocultas e a teoria do emaranhamento quântico estaria correta.

## Entrelaçamento quântico de uma única partícula
O entrelaçamento quântico de uma única partícula foi demonstrado por uma equipe da Universidade Griffiths. Usando uma técnica chamada Deteção Homodina, eles dividiram um único fóton entre dois laboratórios e testaram se a medição de uma parte alterava o status da outra. Dessa forma, verificaram a ocorrência do entrelaçamento.

Dois fótons são emitidos por uma fonte S e são propagados em duas direções opostas.

Na teoria, o entrelaçamento acontece quando duas partículas continuam conectadas apesar de estarem separadas. Dessa forma, o que acontece em uma partícula é refletido na outra. Por exemplo, um spin no sentido horário na primeira partícula será equivalente a um spin no sentido anti-horário na segunda, com o spin combinado das duas sendo zero. No entanto, medir uma partícula pode ser uma ação sobre ela, que, por sua vez, afetaria a outra partícula. Então seria impossível saber se a ação na segunda partícula é um resultado do entrelaçamento ou da medição.
Mas existia a possibilidade do entrelaçamento quântico acontecer com uma única partícula. Se um único fóton for dividido em duas partes de pacote de onda ainda conectadas, essa conexão é considerada um entrelaçamento. No entanto, a partícula em si nunca é detectada em mais de um lugar - quando medida, sua função de onda entra em colapso. Isso foi descrito por Albert Einstein há 80 anos em um artigo e se tornou conhecido como o paradoxo EPR. A conclusão era que o entrelaçamento de uma única partícula seria impossível, ou que as definições da realidade física vindas da mecânica quântica estavam erradas.
A equipe da Universidade de Griffiths verificou quantitativamente a "ação fantasmagórica" de Einstein, ao violar uma desigualdade de Einstein-Podolsky-Rosen em 0,042 ± 0,006. O experimento também verificou o emaranhamento do fóton único dividido, mesmo quando um lado não é confiável.